# Hiszpańska wojna domowa
Hiszpańska wojna domowa (hiszp. Guerra civil española lub guerra de España) – wojna domowa pomiędzy rządem Republiki Hiszpańskiej, wyłonionym przez koalicję Frontu Ludowego i wspierającymi go siłami (liberałami, republikanami, socjalistami, Baskami, Katalończykami, komunistami i anarchistami) a prawicową opozycją (nacjonalistami, faszystami, monarchistami i konserwatystami), która toczyła się w Hiszpanii w latach 1936–1939. Traktowana przez mocarstwa europejskie jako poligon do testowania nowych rodzajów broni w warunkach bojowych.
Mimo iż była to wojna domowa, jej kontekst jest znacznie szerszy. Konflikt ten bywa uważany za preludium II wojny światowej. Obie strony wojny miały bowiem wsparcie z zagranicy, przy czym nacjonalistów wspierały bezpośrednio oddziały wojskowe przysłane przez faszystowskie Włochy i nazistowskie Niemcy, siły rządowe mogły natomiast liczyć na zagranicznych ochotników (w tym Brygady Międzynarodowe, zorganizowane przez Komintern) z Brazylii, Francji, ZSRR i Meksyku.
W marcu 1939 wojna domowa zakończyła się zwycięstwem nacjonalistów. Na miejsce Republiki nacjonaliści utworzyli autorytarne, niedemokratyczne Państwo Hiszpańskie, przez część historyków i socjologów określane jako faszystowskie lub zbliżające się do totalitaryzmu. W wyniku wojny zginęło około 500 tysięcy osób, a około 300 tysięcy osób wyemigrowało.
Po zakończeniu działań wojennych w 1939 roku w Hiszpanii działał zbrojny antyfrankistowski anarchistyczny ruch oporu, a od 1959 roku także ETA – terrorystyczna organizacja baskijskich nacjonalistów.

## Tło historyczne wybuchu wojny domowej
Pod koniec XIX wieku potężne wpływy w Hiszpanii zdobyli właściciele dużych majątków zwanych latyfundiami. Latyfundyści skutecznie zoligarchizowali społeczeństwo hiszpańskie, a w 1868 roku doprowadzili do abdykacji królowej Izabeli II Hiszpańskiej z rodu Burbonów. W 1873 roku została ogłoszona krótkotrwała Pierwsza Republika Hiszpańska. Rok później doszło jednak do restauracji monarchii. W opozycji do monarchii znaleźli się anarchiści i karliści. Szczególnym przeciwnikiem monarchii był Alejandro Lerroux będący liderem Radykalnej Partii Republikańskiej, która zdobyła szczególne poparcie w Katalonii, gdzie powszechne ubóstwo wpłynęło na szerokie poparcie dla opozycyjnych ruchów republikańskich. Niechęć Katalończyków do rządu monarchii doprowadziła w 1909 roku do tzw. tragicznego tygodnia, czyli zbrojnego powstania popartego przez anarchistów, socjalistów i republikanów, w ostatnim tygodniu lipca 1909 roku. Starcia z armią zostały sprowokowane ogłoszeniem przez premiera Antonio Maura poboru rezerwistów, którzy mieli być wysłani do Maroka będącego kolonią w celu wsparcia armii hiszpańskiej podczas wojny z Berberami. W trakcie I wojny światowej Hiszpania pozostała neutralna, co umożliwiło zjednoczenie się klas robotniczej i przemysłowej oraz wojska w nadziei na usunięcie rządu centralnego, w którym kwitła wówczas korupcja. Nie udało się to jednak, a obawy przed pojawieniem się w Hiszpanii komunizmu doprowadziły do wojskowego przewrotu z 1923 roku, w wyniku którego władzę objął Miguel Primo de Rivera, który ustanowił w kraju juntę wojskową. Władzę w imieniu de Rivery sprawowała Hiszpańska Unia Patriotyczna.
Junta de Rivery okazała się stosunkowo liberalna i w rezultacie została poparta przez szereg partii lewicowych w tym partię socjalistyczną (PSOE). Wsparcie dla junty stopniowo topniało, a poparcie dla niego wycofały również dotychczas go popierające związki zawodowe i centrolewica. Wzrosła również inflacja, co doprowadziło do problemów gospodarczych. Przywódca zrezygnował z urzędu w styczniu 1930 roku i został zastąpiony przez generała Dámaso Berenguera, a następnie admirała Juana Bautista Aznar-Cabañasa. Kolejni przywódcy wojskowi rządzili za pomocą dekretów. Ze względu na niewielkie poparcie dla monarchii, król Alfons XIII Burbon ustąpił ze stanowiska i ustanowił w kraju system republikański. W kwietniu 1931 roku odbyły się wybory samorządowe, które wygrali socjaliści i liberalni republikanie. Zwycięstwo sił republikańskich doprowadziło do ucieczki Alfonsa XIII z kraju i dymisji junty Aznara. Jednocześnie ustanowiona została Druga Republika Hiszpańska.

### II Republika
W miejsce monarchy władzę objął prezydent Niceto Alcalá-Zamora z Partii Liberalnej, który prowadził politykę reform, obejmujących politykę rolną, sekularyzację państwa (prawo do rozwodów), wprowadził prawo wyborcze dla kobiet oraz nadał autonomię Katalonii i Baskonii. Republika zyskała szerokie poparcie większości społeczeństwa. Reformy nie podobały się radykalnej prawicy, która domagała się powrotu do monarchii i zaprzestania demokratyzacji kraju. Odpowiedzią prawicy na reformy był nieudany zamach stanu generała José Sanjurjo w 1932 roku. Zmiany w kraju torpedował Kościół katolicki, w którym dominowały postawy ultramontańskie. Kościół ten posiadał największe połacie gruntów rolnych oraz sprawował władzę nad licznymi instytucjami, począwszy od Banco Espiritu Santo po tramwaje. Pomimo prób torpedowania reform, poparcie dla ugrupowań republikańskich wciąż rosło, w wyborach z czerwca 1931 roku zdecydowaną większość zdobyli republikanie i socjaliści. W tym samym roku wprowadzono nową liberalną, reformistyczną i demokratyczną konstytucję, która rozpoczęła proces sekularyzacji państwa, przez co została ona potępiona przez zagorzałych katolickich konserwatystów. Na względną stabilizację tego okresu nie wpłynął nawet wielki kryzys – rząd wykorzystał ten okres do wdrożenia reformy wprowadzającej m.in. ośmiogodzinny dzień pracy i udzielił szerokiego wsparcia materialnego wiejskiej części Hiszpanii.
Stopniowe reformy nie podobały się radykalnej Iberyjskiej Federacji Anarchistycznej (CNT) która prowadziła strajki, które często były z polecenia centrolewicowego rządu tłumione przez policję i Gwardię Cywilną. Równocześnie pojawiły się w Hiszpanii pierwsze grupy polityczne, których profilem politycznym był faszyzm. W październiku 1931 roku premierem rządu mniejszościowego został republikanin Manuel Azaña. Wybory parlamentarne w Hiszpanii w 1933 roku w nieznaczny sposób wygrała koalicja Hiszpańska Konfederacja Prawicy Autonomicznej (CEDA), jednak koalicję rządową utworzyły mające zdecydowaną większość ugrupowania centrum i centrolewicy. Wysoki wynik prawicy był dla rządu o tyle niebezpieczny, iż Konfederacja wprost deklarowała chęć zniesienia ustroju republikańskiego i budowy w jego miejscu totalitarnego.
Rok później odbyła się rewolucja w Asturii 1934, która spowodowana była sprzeciwem wobec wejścia prawicy z CEDA do rządu centrolewicy na czele z Alejandro Lerrouxem. Już wcześniej doszło do radykalizacji grup politycznych, szczególnie tych prawicowych. Rok przed wydarzeniami z Asturii powstała Falange Española (została założona przez José Antonia Prima de Riverę), która wkrótce połączyła się z inną niewielką radykalną partią Junty Ofensywy Narodowo-Syndykalistycznej, założoną w 1931 roku przez Ramiro Ledesma Ramosa, i przyjęła jej program – opowiadała się za stosowaniem przemocy jako narzędzia walki politycznej i jawnie okazywała sympatię dla Mussoliniego i Hitlera, a nawet ZSRR (ze względu na totalitaryzm, który promował). Radykalne poglądy grupy sprawiły, że była ona finansowana przez rząd Włoch. Bojówki Falangi ścierały się z organizacjami lewicy i organizowały ataki na społeczność żydowską.

### Wybory z 1936
16 lutego 1936 odbyła się w Hiszpanii pierwsza tura wyborów (druga tura odbyła się 1 marca), w których Front Ludowy (koalicja wyborcza – socjaliści, komuniści, republikanie) zdobył większość, z poparciem 34,3% przy 71,4% frekwencji. Nowy rząd postanowił prowadzić politykę reform. Głównymi postulatami Frontu były: amnestia dla więźniów politycznych, ulga podatkowa dla prowincji, intensyfikacja kredytów rolnych, przyspieszenie reformy rolnictwa, przegląd eksmisji i prawa społecznego oraz rozwój robót publicznych. Naczelnym celem powstania Frontu był jednak sprzeciw wobec polityki prawicy, która od 1933 stała się bardziej radykalna i brnęła w kierunku faszyzmu i totalitaryzmu. Głównym rywalem Frontu była prawicowa partia CEDA.
Na skutek – obowiązującej wówczas w Hiszpanii – skomplikowanej procedury wyborczej, liczba głosów, a szczególnie proporcjonalny podział miejsc w Kortezach, budził kontrowersje. Ostatecznie po drugiej turze wyborów Front Ludowy uzyskał 278 miejsc w parlamencie, partie centrowe (w czasie wojny domowej część z nich poparła rząd republikański, część nacjonalistów) 55 miejsc, prawica 194 miejsca. Trzy miejsca nie zostały obsadzone. Powołany przez większość parlamentarną rząd rozpoczął funkcjonowanie 10 maja. W skład rządu weszli niemal wyłącznie umiarkowani działacze Lewicy Republikańskiej (Izquierda Republicana – IR) Manuela Azañi. Ministrem spraw wewnętrznych był co prawda liberał, ale socjaliści i komuniści kontrolowali policję i żandarmerię republikańską.

#### Walki między radykałami
Już następnego dnia po wyborach lewicowi rewolucjoniści zaczęli rozbijać więzienia i uwalniać swoich współtowarzyszy. Również skrajna prawica zaczęła stosować terror w stosunku do swoich przeciwników politycznych, akty przemocy doprowadziły do starć między anarchistami i falangistami. 13 kwietnia działacze prawicowej Falangi zabili sędziego Manuela Pedragala, który skazał na 30 lat więzienia działacza Falangi oskarżonego o zabójstwo sprzedawcy gazet socjalistycznych. To wydarzenie przyjmuje się za początek cyklu „zemst” ze strony organizacji lewicowych i prawicowych. W niektórych regionach działały ultrakatolickie bojówki nazywane Requetes. W okresie do wybuchu wojny domowej w atakach z przyczyn politycznych zginęło 330 osób, a 1511 zostało rannych. Podczas ostatniego przed wakacyjną przerwą posiedzenia parlamentu 16 czerwca liderzy prawicowej opozycji parlamentarnej, monarchista Calvo Sotelo i Gil Robles (CEDA), gwałtownie zaatakowali rząd republikański, zarzucając mu niepanowanie nad sytuacją w kraju. Gil Robles odczytał listę: 160 spalonych kościołów, 269 (głównie) politycznych morderstw, 1287 napadów, 69 zniszczonych lokali partii politycznych, 113 „strajków generalnych”, 228 „strajków częściowych”, 10 splądrowanych redakcji gazet. W konkluzji stwierdził: Kraj może istnieć jako monarchia, czy republika, w systemie prezydenckim czy parlamentarnym, w komunizmie lub faszyzmie, lecz nie może istnieć w anarchii. Domagali się zaprowadzenia porządku. Według rządu za sytuację odpowiedzialna była prawica, która uciekała się do przemocy na ulicach. Jak się później okazało, było to ostatnie posiedzenie parlamentu przed wybuchem wojny domowej.
6 lipca został aresztowany przywódca Falangi José Antonio Primo de Rivera, którego później skazano na śmierć. Było to związane z oskarżeniami o zamachy terrorystyczne dokonywane przez członków jego ugrupowania. 12 lipca José Castillo, porucznik Guardia de Asalto (Gwardii Szturmowej) i członek Partii Socjalistycznej, został zamordowany przez bojówkę Falangi w Madrycie. Dzień później, w nocy z 12 na 13 lipca, przywódca monarchistów Calvo Sotelo został uprowadzony i zamordowany strzałem w tył głowy przez grupę policjantów Gwardii Szturmowej i cywilnych bojówkarzy, którymi dowodził kapitan Gwardii Cywilnej (Guardia Civil) Fernando Condés, przy braku reakcji przydzielonej ochrony policyjnej. Szef opozycji parlamentarnej Gil Robles, nieobecny w domu, uniknął równoległego skrytobójstwa. Następnego dnia Gil Robles oskarżył publicznie rząd o inspirowanie zabójstwa. Zabójstwo lidera prawicowej opozycji było iskrą przyśpieszającą wybuch buntu żołnierzy z garnizonu hiszpańskiego w Melilli i trzyletniej wojny domowej. Na czele powstania stanęli gen. dywizji Francisco Franco – komendant wojskowy Wysp Kanaryjskich, gen. Emilio Mola – dowódca brygady w Nawarze i przebywający na emigracji w Portugalii po nieudanej próbie zamachu stanu w 1932 gen. José Sanjurjo. To wydarzenie miało także znaczenie propagandowe dla strony nacjonalistycznej. Zamordowanie przez służby mundurowe Calvo Sotelo zmieniło nastawienie wielu ludzi do ugrupowań nacjonalistycznych.

## Wojskowy przewrót
W połowie lipca 1936 gen. Mola rozesłał zaszyfrowany telegram do zaufanych oficerów (spiskowców), w którym zawarł zasadniczy plan rebelii. W protektoracie marokańskim Legia Cudzoziemska i Regulares, wchodzący w skład tzw. „Armii Afrykańskiej”, mieli zbuntować się 18 lipca o piątej rano. Następnego dnia miały się zbuntować garnizony na kontynencie. Różnica czasu miała pozwolić na opanowanie protektoratu i przerzucenie sił „Armii Afrykańskiej” do kontynentalnej Hiszpanii. Miejsce rebelii nie było przypadkowe, Maroko od zwycięstwa Hiszpanii w wojnie z Rifenami i zagarnięciu terytorium Rifu w 1926 roku znajdowało się pod jurysdykcją wojskową. Przed południem 17 lipca w marokańskim mieście Melilla został odkryty plan rebelii przewidzianej na następny dzień, jednak dowodzący miastem gen. Romarales, lojalny wobec republiki, nie potrafił zdecydować się na żadne działania. Spiskowcy na czele z pułkownikiem Segui’nem zareagowali błyskawicznie. W mieście pojawiły się oddziały Legii i Regulares, zbuntowała się również Gwardia Szturmowa. Miasto zostało szybko zdobyte, a pułkownik natychmiast przesłał telegram do dowódców pozostałych miast garnizonowych w protektoracie. Wszystkie tamtejsze oddziały również przystąpiły do buntu. Sukces był błyskawiczny, w Ceucie pułkownik Yagüe zgniótł opór robotników i milicji robotniczej w zaledwie dwie godziny.
17 lipca gen. Franco przyleciał wynajętym samolotem z Wysp Kanaryjskich do Tetuanu w Maroku Hiszpańskim. Był on postacią bardzo popularną wśród tamtejszych żołnierzy, jako zwycięski dowódca wojny z Rifenami w Maroku, a także elity wojskowej, jako były komendant wyższej szkoły wojennej armii hiszpańskiej w Saragossie. Tego samego dnia Radio Ceuta w Maroku Hiszpańskim nadało komunikat, w którym padło zdanie: Nad całą Hiszpanią niebo jest bezchmurne; był to sygnał do rozpoczęcia powstania. Powstańcy szybko opanowali Maroko, gdzie na czele zbuntowanych wojsk (ogółem 115 tys. żołnierzy zgrupowanych w 8 dywizjach) stanął gen. Franco, a także większość północy kraju, z wyjątkiem Kraju Basków i Asturii. Początkowo rząd republikański odmawiał wydania broni organizacjom robotniczym i związkom zawodowym, które się tego domagały. 18 lipca w Madrycie odbyła się wielotysięczna demonstracja domagająca się od rządu zdecydowanych działań przeciwko buntowi. 19 lipca rząd wydał decyzję o otworzeniu arsenałów i wydaniu broni. W pierwszym etapie rządowi udało się utrzymać pod kontrolą większość terytorium kraju, gdzie próby puczu, jak np. w Madrycie, Barcelonie, Walencji czy Maladze zostały szybko stłumione. Powstanie powiodło się natomiast w Andaluzji, Leónie, Starej Kastylii (gen. Mola), Aragonii (gen. Cabanellas), a także w zamorskich koloniach. 20 lipca jednakże generał José Sanjurjo, który miał objąć dowodzenie nad rebelią w Burgos, zginął w katastrofie samolotu wiozącego go z Portugalii.
Buntownikom nie udało się dokonać przewrotu na okrętach floty, tylko nieliczne jednostki udało się przejąć. Większość floty pozostała wierna republice. Dowódcy i oficerowie oraz nieliczni członkowie załogi zostali zneutralizowani przez załogi okrętów. Powstanie było zagrożone, bez floty nie można było bezpiecznie przerzucić sił „Armii Afrykańskiej” na kontynent, a okręty wierne republice stwarzały zagrożenie dla nielicznych okrętów nacjonalistów. W takiej sytuacji gen. Franco postanowił poprosić o pomoc inne państwa o samoloty, dzięki którym możliwy by był transport jednostek do kontynentalnej Hiszpanii, w tym hitlerowskie Niemcy. Specjalna grupa składająca się z hiszpańskich przedsiębiorców i Niemców mieszkających w Maroku udała się samolotem do Berlina. Jednak kiedy usiłowali oni przekazać informacje i list od gen. Franco Hitlerowi, niemieccy dyplomaci zbyli ich. Wydało się, że sprawa jest przegrana, ale jednemu z wysłanników udało się poprzez prywatne kontakty przekazać stosowne informacje zastępcy Hitlera, Rudolfowi Hessowi. Adolf Hitler spotkał się z wysłannikami po przedstawieniu w operze. Wysłannicy wręczyli mu wtedy list od gen. Franco. Hitler niemal natychmiast zadeklarował swoje poparcie i obiecał pomoc. Następnie (26 lipca) polecił dowódcy niemieckiego lotnictwa Hermannowi Göringowi, aby utworzyć specjalny zespół w ministerstwie lotnictwa nadzorujący ową pomoc i żeby dotyczyła tylko oddziałów gen. Franco. Zaledwie 24 godziny później pierwsze samoloty transportowe Junkers 52 zaczęły przygotowywać się do startu i lotu w kierunku protektoratu kontrolowanego przez nacjonalistów.
Niemal natychmiast po przeprowadzeniu wojskowego puczu doszło do wybuchu rewolucji. Zrewoltowani mieszkańcy przystąpili do zbrojnej walki z puczystami i samoorganizacji.

## Strony konfliktu

### Republikanie

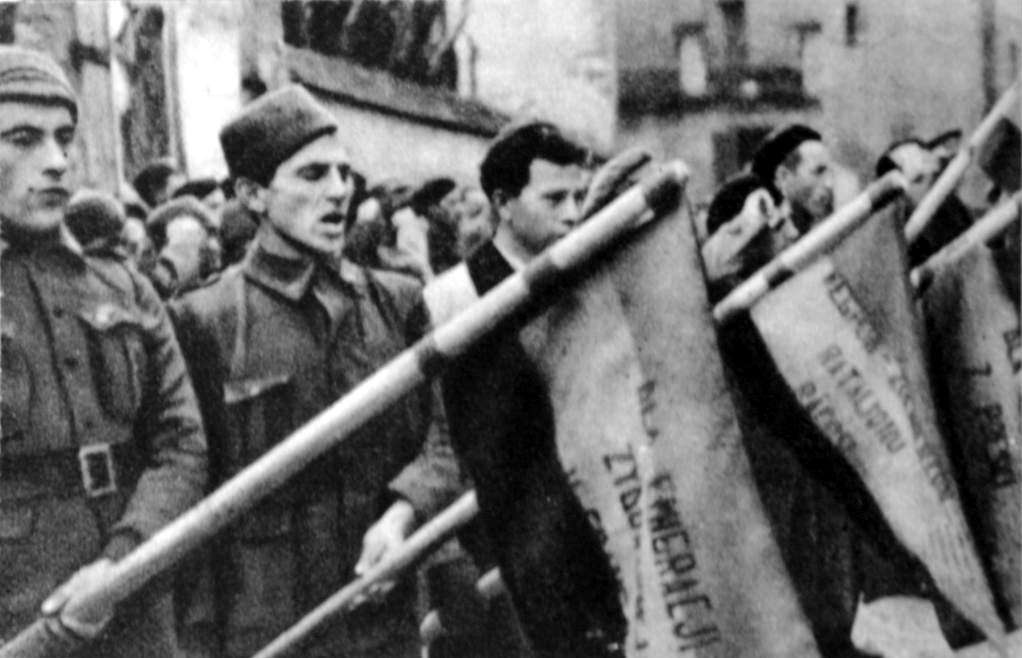
Polscy ochotnicy

Republikanami byli zarówno centryści popierający liberalną i kapitalistyczną demokrację, jak również rewolucyjni anarchiści. Cechą łączącą wszystkich republikanów były świeckie poglądy. Opierali swoje poparcie przede wszystkim na mieszkańcach miast, robotnikach, klasie średniej i bezrolnych chłopach. Bastionami republikanów były silnie uprzemysłowione regiony, tj. Asturia, Kraj Basków i Katalonia. Baskowie, pomimo że byli w większości gorliwymi katolikami, poparli wraz z bardziej lewicowymi Katalończykami rząd ze względu na chęć zyskania autonomii lub niepodległości – rząd republikański miał w programie ustanowienie samorządu dla obu regionów. Podstawą politycznego wsparcia rządu republikańskiego były partie Frontu Ludowego (PSOE, Lewica Republikańska, Unia Republikańska, Republikańska Lewica Katalonii), liberałowie oraz komuniści z PCE. Po 17 lipca przystąpili do niego również nacjonaliści baskijscy z partii Aguirre, PNV oraz związki zawodowe związane z anarchistami CNT i UGT. W wojnie po stronie republikańskiej udział wzięło kilka znanych osób w tym pisarz angielski George Orwell i kanadyjski lekarz Norman Bethune.

### Nacjonaliści
Przeciwnicy Republiki – zwani nacjonalistami, rebeliantami, faszystami bądź frankistami – byli wspierani przez bogatszą część społeczeństwa, a więc przede wszystkim ziemiaństwo, kapitalistów i duchowieństwo katolickie. Frakcja nacjonalistów skupiała tradycjonalistów (karlistów), nacjonalistów, monarchistów, CEDA, faszystów, Akcję Katolicką oraz narodowo-syndykalistyczną partię Falanga – wszystkie te grupy łączyły: konserwatyzm społeczny, antykomunizm, a często także monarchizm. Nacjonaliści na masową skalę posługiwali się najemnikami z Legii Cudzoziemskiej, a szczególnie Maurami (choć generał Franco uważał ich za gorszych od białych). Choć Franco uważał, że wojna jest krucjatą chrześcijańską przeciwko komunizmowi, w wojnie wzięło udział aż 160 tysięcy muzułmańskich najemników i marokańskich żołnierzy.

## Wsparcie zagraniczne
Początkowo Francja i Wielka Brytania ogłosiły zasadę nieingerencji. Polska zajęła stanowisko dwuznaczne. Przyłączyła się do polityki mocarstw zachodnich, uczestniczyła w pracach Ligi Narodów i Komitetu Nieinterwencji. Polska sprzedała znaczne ilości sprzętu wojskowego obu stronom (Republice za około 213 mln zł, a frankistom za 13 mln zł). Sprzęt był sprzedawany poprzez kraje nadbałtyckie (Estonia) i latynoskie. Sprzedawany był zarówno sprzęt przestarzały, jak czołgi FT-17 i samoloty PWS-10, jak i nowy – samoloty RWD-13 oraz rkm Browning wz. 1928. Polski rząd starał się – ze względu na Francję – oficjalnie nie wspierać żadnej ze stron, dlatego odmówiono sprzedaży samolotów myśliwskich PZL P.11 stronie republikańskiej. Mimo znacznych rozmiarów polski handel odbywał się nieoficjalnie, poprzez prywatne firmy.

### Republikanie
Począwszy od października 1936 r. republikanom pomocy udzielał ZSRR, wysyłając do Hiszpanii broń i ludzi. W transportach do Hiszpanii wysłano 806 samolotów, 362 czołgi, 340 moździerzy, 1555 armat oraz inny sprzęt. Jednak z powodu blokady morskiej prowadzonej przez siły morskie Włoch i Niemiec, tylko część sprzętu dotarła w ręce republikańskie, np. ze 120 samochodów pancernych tylko 60 znalazło się w republikańskiej armii. Po stronie republikańskiej walczyło około 2000 wojskowych z Armii Czerwonej, w tym ponad 700 lotników, około 350 czołgistów i ponad 220 innych doradców. Byli wśród nich: Paweł Batow, Rodion Malinowski, Nikołaj Kuzniecow, Nikołaj Woronow i Kiriłł Mierieckow. Pierwszym szefem sowieckiej misji wojskowej w Republice Hiszpańskiej był długoletni szef Razwiedupru Jan Berzin (ps. „Griszyn”), dostawami broni kierował do czerwca 1937 Artur Staszewski (Hirszfeld) (formalnie attaché handlowy (ros. torgpred) ZSRR w Republice Hiszpańskiej), od maja 1937 kontrolę nad sowieckim udziałem w wojnie domowej przejęło INO NKWD kierowane przez Aleksandra Orłowa.
Pomoc ZSRR była w pełni odpłatna i wyniosła ogółem ponad 1,5 miliarda peset. Za dostawy broni i doradców wojskowych z ZSRR rząd republikański zapłacił z rezerw Banku Hiszpanii złotem (510 ton złota – ponad dwie trzecie z czwartego wówczas na świecie zapasu złota banku centralnego) o wartości ówczesnych 574 mln dolarów (ekwiwalent ok. 21,5 mld USD 2014) – które wysłano 26 października 1936 statkiem do Odessy w ZSRR, pod nadzorem funkcjonariusza NKWD Aleksandra Orłowa. Gdy hiszpańskie zapasy złota skończyły się w listopadzie 1938, ustały również dostawy sowieckiego sprzętu wojennego dla Republiki Hiszpańskiej.
Innymi państwami udzielającymi wsparcia republikańskiemu rządowi Hiszpanii były Meksyk, Peru, Argentyna, Chile, Brazylia i Francja. Meksyk udzielił pomocy wartej dwóch milionów dolarów, pomoc meksykańska obejmowała dostarczenie 20 tysięcy karabinów, a także udzielił azylu licznym uchodźcom republikańskim. Brazylia nie podpisała francusko-brytyjskiego paktu nieinterwencji oraz przekazała republikanom dwa i pół miliona dolarów oraz pomoc materialną obejmującą 25 tysięcy karabinów. Do Brazylii przed terrorem nacjonalistów udało się uciec ponad 50 tys. osób, głównie uchodźcom, intelektualistom i sierotom wojennym. Francja potajemnie wysłała republikanom samoloty, a także pilotów i inżynierów.
Do Hiszpanii przybywali ochotnicy z całego świata, głównie z Europy, którzy wspomagali republikanów. Robotnicy i intelektualiści, którzy uważali tę wojnę za front walki z faszyzmem: liberałowie, anarchiści, socjaliści, napłynęli do Hiszpanii, tworząc tu Brygady Międzynarodowe. Brygady Międzynarodowe liczyły łącznie około 50 tysięcy. Największą grupę żołnierzy stanowili robotnicy z francuskiej Confédération générale du travail, polscy górnicy z Belgii i uchodźcy z nazistowskich Niemiec. Na czele brygad stali między innymi Carlo Rosselli, socjalista któremu udało się zbiec z Włoch, oraz Hans Beimler, uciekinier z obozu koncentracyjnego w Dachau. Po stronie Republiki walczyli także włoscy antyfaszyści z organizacji Giustizia e Libertà przyczyniając się do pokonania frankistów w bitwie pod Monte Pelato. W tym okresie powstało hasło „Oggi in Spagna, Domani in Italia” (Dzisiaj w Hiszpanii, jutro we Włoszech).

### Nacjonaliści
Natychmiast pomocy nacjonalistom udzieliły III Rzesza i faszystowskie Włochy Mussoliniego. Pomoc III Rzeszy była częściowo kredytowana. Włochy swój udział po stronie nacjonalistów zgodnie z decyzją Benito Mussoliniego kredytowały finansowo i materiałowo w całości, co doprowadziło w 1939 do wyczerpania rezerw armii włoskiej i zadłużenia Hiszpanii wobec Włoch na kwotę 273 mln ówczesnych dolarów USA. Niemcy zaangażowały się materiałowo na znacznie mniejszą skalę (10 000 ludzi – przy łącznych stratach 300 ludzi), 200 czołgów i 600 samolotów – wobec 50 000 Włochów, 150 czołgów, 660 samolotów i 800 dział i częściowo jedynie kredytowały dostawy (w clearingu) – rząd Franco był ostatecznie w 1939 r. winien III Rzeszy równowartość 225 mln ówczesnych dolarów, które spłacał do 1943 dostawami surowców strategicznych.
22 lipca 1936 r. dowództwo Wehrmachtu powołało Sztab „W” z gen. lotnictwa Helmuthem Wilbergiem na czele. Sztab ten stał się centralną bazą personalną i materiałową ochotników skierowanym na pomoc siłom nacjonalistów hiszpańskich. W tym samym dniu utworzono tzw. hiszpańsko-marokańskie towarzystwo transportowe (HISMA) z siedzibą w Tetuanie. Już 27 lipca rano z Berlina odleciało 28 samolotów transportowych Ju-52, które w dniu następnym rozpoczęły systematyczny przerzut wojsk frankistowskich i marokańskich drogą powietrzną z Tetuanu do Sevilli. W nocy 1 sierpnia wyleciał z Hamburga pierwszy transport 86 żołnierzy z 6 samolotami myśliwskimi Heinkel He-51, 20 działami przeciwlotniczymi 20 mm i innym materiałem wojennym. Statkiem „Usarami” przybył on do miasta Kadyks. Równocześnie siły nacjonalistyczne na prośbę gen. Franco zaczęły otrzymywać od Niemców uzbrojenie i sprzęt wojenny. Do 26 sierpnia skierowano co najmniej 28 samolotów bojowych, amunicję i inny sprzęt wojenny. Odpowiednie porozumienie niemiecko-włoskie w sprawie interwencji w Hiszpanii zostało zawarte 28 sierpnia 1936 r. 4 września minister wojny Rzeszy wydał decyzje również o użyciu sił morskich. Pierwsi ochotnicy wojsk lądowych w postaci dywizjonu pancernego (41 czołgów i 20 dział przeciwpancernych) zostali skierowani w połowie września 1936 r. Oddział ten stał się wkrótce ośrodkiem szkolnym. Następnie przybywały kolejno oddziały specjalistyczne, które działały jako ośrodki szkolne. Dowództwo hitlerowskie na początku 1937 r. zorganizowało dla wojsk frankistowskich specjalne szkoły i ośrodki szkoleniowe piechoty, czołgów, artylerii i łączności. Ogółem przeszkolono ok. 56 tysięcy żołnierzy frankistowskich. Ogółem hitlerowskie Niemcy skierowały na pomoc gen. Franco ponad 50 tysięcy żołnierzy Wehrmachtu. Według oficjalnego komunikatu Ministerstwa Luftwaffe w defiladzie Legionu Condor uczestniczyło 20 tysięcy uczestników wojny hiszpańskiej. Wojna hiszpańska była dla dowództwa hitlerowskiego szczególną okazją do wypróbowania nowych rodzajów broni i sprzętu oraz nowych doktryn i metod działań bojowych. Szeroko stosowano także siły floty hitlerowskiej nie tylko dla blokady wybrzeży Hiszpanii i ostrzeliwania miast i portów republikańskich; istnieją liczne przykłady potwierdzające, że ostrzeliwane i zatapiane były przez pancerniki czy okręty podwodne Kriegsmarine nie tylko okręty wojenne Republiki Hiszpańskiej, ale również bezbronne statki handlowe pod różnymi banderami, nie tylko pod banderą radziecką czy meksykańską.
23 lipca 1936 r. pod pretekstem ochrony ewakuacji obywateli niemieckich, na wody hiszpańskie została skierowana eskadra okrętów Kriegsmarine w składzie: pancerniki „Deutschland” i „Admirał Scheer”; krążownik „Köln”; torpedowce „Seadler”, „Albatros”, „Luchs”, „Leopard”, „Condor” i „Möwe”, oraz zespół okrętów podwodnych pod dowództwem admirała Rolfa Carsla. 20 sierpnia z baz w Kilonii i Wilhelmshaven wypłynęła nowa eskadra w sile 7 okrętów Kriegsmarine na wody Hiszpanii. W jej składzie znajdowały się krążowniki „Admiral Graf Spee”, „Nürmberg” i „Leipzig”.
31 maja 1937 r. 7 okrętów hitlerowskich ostrzeliwało Almerię.
Włochy dostarczyły nacjonalistom następujące ilości sprzętu wojennego, broni i amunicji: 1930 dział, 1426 moździerzy, 3504 cekaemy, 5255 erkaemów, 240 747 karabinów, 7 606 000 pocisków artyleryjskich, około 325 mln naboi i ponad 1000 ton materiałów wybuchowych, 7668 samochodów ciężarowych i osobowych oraz 6105 cystern, 931 radiostacji, 3871 aparatów i central telefonicznych oraz ponad 25 tysięcy kilometrów kabla, około 1000 samolotów i 1500 silników samolotowych, 16 720 ton bomb lotniczych, około 10 mln naboi do broni pokładowej, 950 czołgów oraz 75 tysięcy ton innego sprzętu. Włoska marynarka wojenna wypożyczyła 92 statki transportowe do przewozu ludzi i sprzętu, 91 jednostek nawodnych oraz liczne okręty podwodne do bezpośredniego udziału w walkach i konwojowania transportów. Ponadto Włochy dostarczyły 500 tysięcy mundurów oraz poważne ilości materiału na umundurowanie. Ogólne koszty poniesione przez Włochy wyniosły 14 miliardów lirów. Około 300 tysięcy Włochów (z uwzględnieniem rotacji) uczestniczyło w szeregach Corpo Truppe Volontaire (CTV) w interwencji przeciwko Republikańskiej Hiszpanii. Przeciętny stan liczbowy włoskich sił lądowych walczących w Hiszpanii wahał się od 40 do 60 tysięcy żołnierzy. Włoskie siły lotnicze składały się z 3 pułków i 2 dywizjonów bombowców, 1 pułku i 2 dywizjonów myśliwców, dywizjonu rozpoznawczego i 2 samodzielnych eskadr. Liczba oficerów lotnictwa włoskiego działającego w Hiszpanii wynosiła około 6 tysięcy osób. Lotnictwo włoskie wykonało 86 420 lotów (135 265 godzin) i przeprowadziło 5318 bombardowań. Uszkodziło lub zatopiło 242 statki handlowe. Straty włoskie wyniosły około 6 tysięcy zabitych i ponad 11 tysięcy rannych. W wojnie hiszpańskiej uczestniczyli m.in. następujący generałowie włoscy: Roatta, Bastico, Betri, Gambara, Frusci, Bergenzoli, Francisci, Piazzoni, Guazzardo, Manca i Berasconi. Lotnictwem włoskim kolejno dowodzili: ppłk Bonomi, gen. Velardi, gen. Berasconi i gen. Monti.
Nacjonalistów wsparł też reżim portugalski António de Oliveira Salazara, który zaoferował wsparcie logistyczne i dostawy amunicji. Już 26 lipca 1936 r. dyktator Portugalii przekazał przedstawicielowi hiszpańskiego przewrotu gen. Miguelowi Porte oświadczenie, że również Portugalia udzieli frankistom wszechstronnej pomocy. Początkowo Portugalia udostępniała swoje terytorium dla wyładowania i przerzutu na tereny hiszpańskie opanowane przez nacjonalistów m.in. niemieckiego personelu, broni i amunicji. Pomiędzy 31 lipca a 6 sierpnia 1936 r. w Lizbonie wyładowano dla frankistów ze statków niemieckich: 42 samoloty, bomby, amunicje, 150 pilotów i personel techniczny. 9 sierpnia Portugalia skierowała z Lizbony do Ceuty transport broni i amunicji. 16 września 1936 r. powołano dekretem tzw. „legion portugalski”. Ocenia się, że w walkach u boku wojsk frankistowskich przeciwko Republice uczestniczyło około 20 tysięcy żołnierzy portugalskich. Władze portugalskie udzielały też schronienia hiszpańskim oddziałom nacjonalistów, które musiały uciekać z terytorium Republiki Hiszpańskiej. Portugalia przeciwstawiła się też działalności obserwatorów Komitetu Nieinterwencji usuwając ich 30 czerwca 1937 r. znad granicy portugalsko-hiszpańskiej. Portugalia należała do pierwszych państw, które uznały de iure frankistowską Hiszpanię i jeszcze w trakcie trwania wojny podpisała z reżimem gen. Franco układ o przyjaźni i współpracy.
Po stronie gen. Franco walczyły oddziały ochotników i najemników, głównie portugalskich, irlandzkich (Irlandzka Brygada), francuskich, rumuńskich faszystów z Żelaznej Gwardii i białych Rosjan (rosyjski oddział wojskowy), którzy uważali tę wojnę za antykomunistyczną krucjatę.

## Przebieg wojny

### Początkowa faza wojny
Tereny w posiadaniu nacjonalistów
     Postępy nacjonalistów
     Tereny w posiadaniu republikanów
     Tereny w posiadaniu nacjonalistów
     Tereny w posiadaniu republikanów
     Tereny w posiadaniu nacjonalistów
     Tereny w posiadaniu republikanów

Sierpień-wrzesień 1936.
Tereny w posiadaniu nacjonalistów
Postępy nacjonalistów
Tereny w posiadaniu republikanów

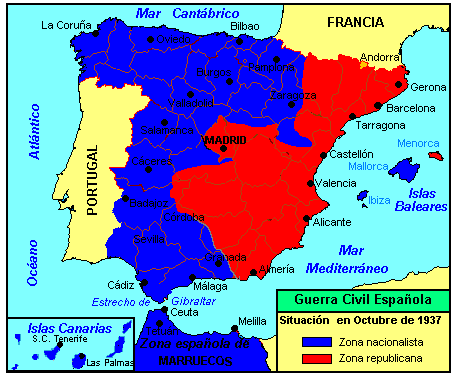
Październik 1937
Tereny w posiadaniu nacjonalistów
Tereny w posiadaniu republikanów

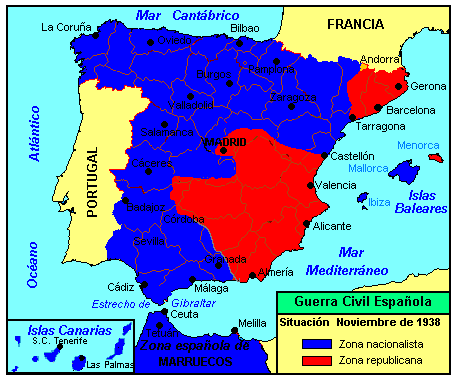
Listopad 1938
Tereny w posiadaniu nacjonalistów
Tereny w posiadaniu republikanów

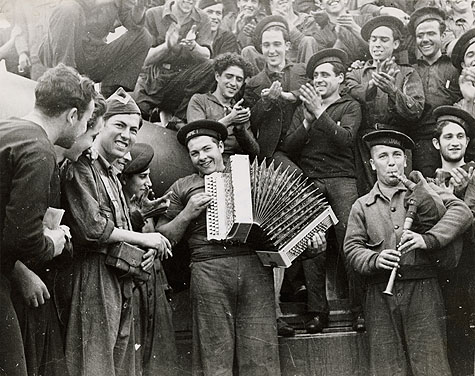
Marynarze z pancernika „Jaime I”, którzy uniemożliwili przejecie okrętu przez oficerów popierających bunt gen. Franco

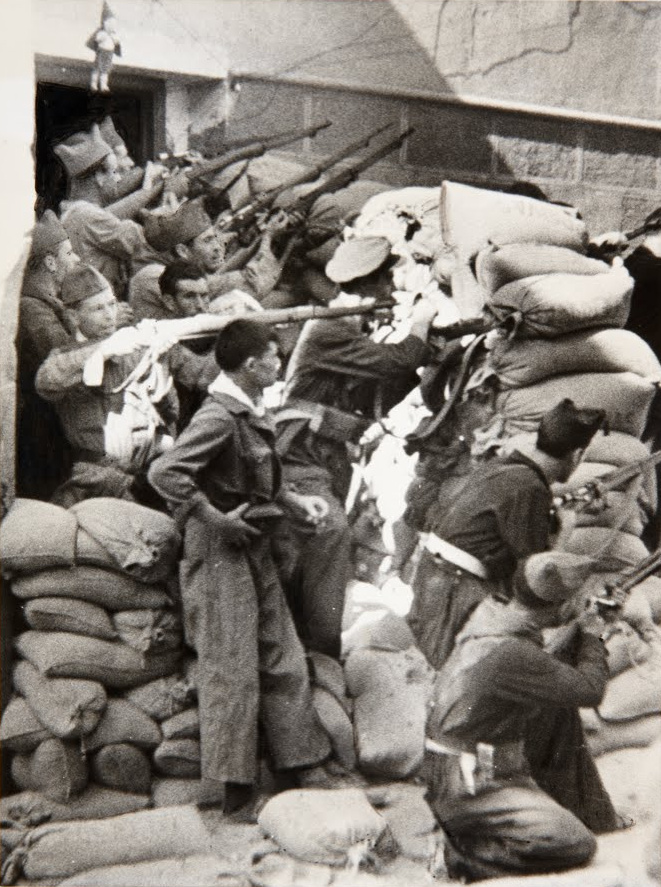
Oblężenie Alkazaru w Toledo 1936

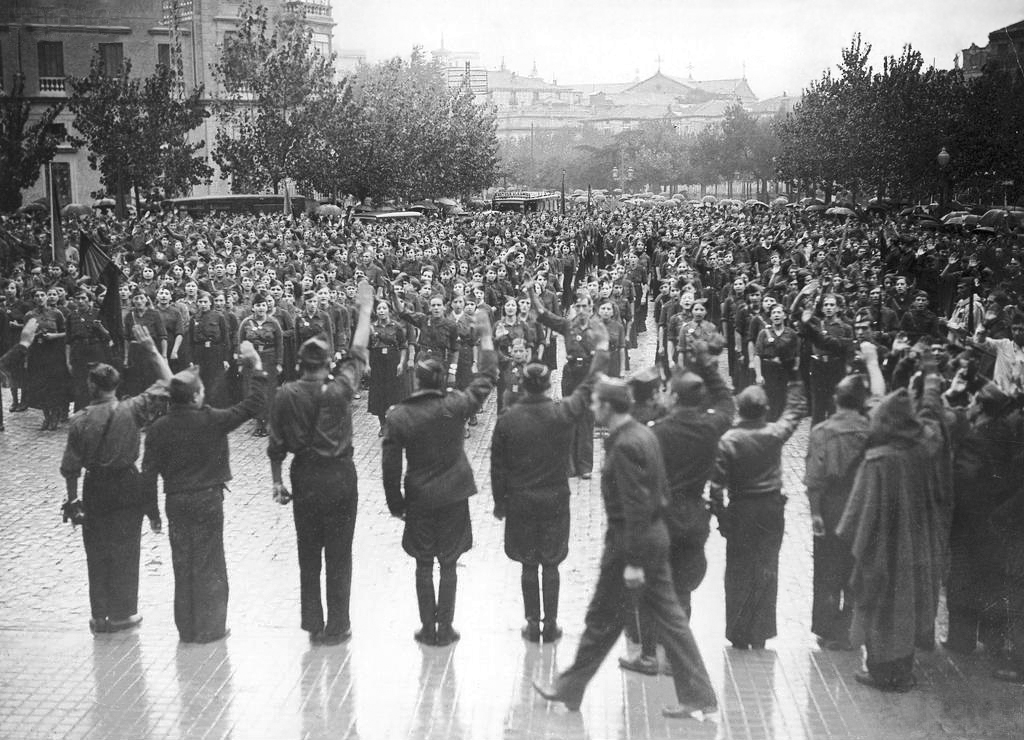
Członkowie Falangi w Saragossie 1936

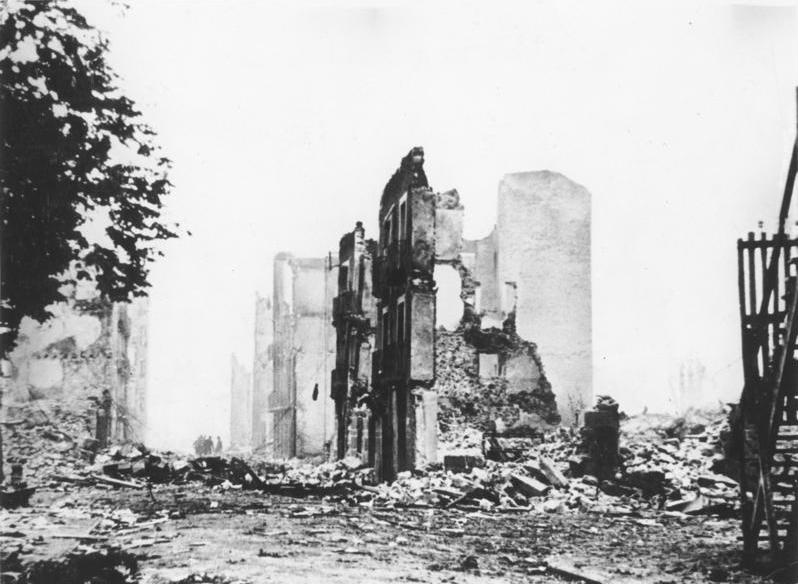
Ruiny Guerniki 1937

Zaraz po wybuchu powstania, dla wzmocnienia sił nacjonalistycznych w samej Hiszpanii, utworzony został most powietrzny, złożony z samolotów hiszpańskich, a następnie także niemieckich i włoskich, za pomocą którego udało się przerzucić wojska Afrykańskiego Korpusu Kolonialnego do Andaluzji, tworząc w ten sposób jeden z zasadniczych bastionów nacjonalistów. Był to pierwszy w historii most powietrzny w skali operacyjnej, którego doświadczenia wykorzystano później w II wojnie światowej. Zwłaszcza niemieckie samoloty Junkers Ju 52 przerzuciły od 28 lipca do października 13 528 ludzi i 270 ton sprzętu. Ogółem z Afryki przetransportowano ok. 25 tysięcy ludzi. Floty natomiast nie można było użyć, gdyż znajdowała się w rękach przeciwnych puczowi marynarzy, którzy zawładnęli okrętami, w wielu wypadkach zabijając swoich oficerów. Taka sytuacja miała miejsce też na pancerniku „Jaime I”. Przejęcie okrętu przez oficerów popierających bunt gen. Franco skutecznie uniemożliwiła załoga. W czasie walki zginęło 2 oficerów, a kilku zostało rannych.
Pojawienie się wojsk marokańskich i Hiszpańskiej Legii Cudzoziemskiej wzmocniło siły rebeliantów na południu kraju i znaczenie gen. Franco w świeżo utworzonej Radzie Obrony Narodowej, która powierzyła mu dowództwo nad południowym zgrupowaniem wojsk, a następnie 12 września, nad całymi siłami zbrojnymi. Hiszpania podzieliła się na dwa zasadnicze obszary, o mniej więcej równej powierzchni i liczbie ludności, z których jeden kontrolowany był przez nacjonalistów, a drugi przez republikanów. Obszary te nie były spójne. Obszar południowy kontrolowany przez nacjonalistów oddzielony był od obszaru północnego wąskim pasem Estremadury kontrolowanym przez republikańskich milicjantów. Z kolei kontrolowana przez republikanów robotnicza Asturia (z wyjątkiem Oviedo) oddzielona była szerokim pasem nacjonalistycznym od większości obszaru republikańskiego. Dlatego też po umocnieniu się w Andaluzji jednym z pierwszych posunięć gen. Franco dowodzącego nacjonalistyczną Armią Południa było uzyskanie łączności z północą. Dokonano tego dzięki szybkiemu uderzeniu w kierunku Cáceres i Badajoz w pobliżu granicy portugalskiej.
Uzyskanie połączenia umożliwiło wykorzystanie użytych w tym celu oddziałów w formie armii manewrowej, którą skierowano w górę doliny rzeki Tag, w kierunku Madrytu i Toledo. Posuwająca się szybko latem 1936 kolumna wojsk nacjonalistycznych stanowiła zagrożenie dla republikańskiego Madrytu, a zarazem umożliwiała odsiecz dowodzonym przez pułkownika José Moscardó obrońcom Alkazaru gwałtownie, lecz chaotycznie atakowanym w Toledo przez przeważające siły republikańskie. Sukcesy nacjonalistów w Estremadurze zmusiły rząd Republiki do powołania – w miejsce luźnych oddziałów milicji – regularnej Armii Ludowej i szukania pomocy za granicą.
Obie strony konfliktu stosowały przemoc wobec przeciwników politycznych. Republikanie masowo rozstrzeliwali księży i zakonnice, frankiści natomiast działaczy lewicowych, urzędników, nauczycieli (rozstrzelali m.in. Federico Garcia Lorcę). Na terenach republikańskich dokonywano egzekucji duchownych oraz innych osób, które oskarżono o sprzyjanie nacjonalistom. Przedstawiciele kleru katolickiego ginęli też z rąk frankistów deklarujących obronę wiary, ich ofiarami padali zazwyczaj księża narodowości baskijskiej czy katalońskiej lub księża niepopierający represyjnej polityki nacjonalistów. W 1937 roku sekretarz generalny Komunistycznej Partii Hiszpanii José Diaz raportował: „Hiszpania znacznie prześcignęła Sowiety w walce z Kościołem. W jej częściach, które są w naszych rękach, Kościół przestał już istnieć”. Na terenach zajętych przez nacjonalistów zabijano osoby oskarżone o sprzyjanie lewicy. Zarówno nacjonaliści, jak i republikanie masowo rozstrzeliwali jeńców wojennych. Nacjonaliści po rozpoczęciu wojny rozpoczęli masowe zabójstwa nauczycieli oraz innych osób związanych ze szkolnictwem. Według oprawców, symbolizowali oni II Republikę Hiszpańską oraz laicyzację kraju.
Rząd nie posiadał dużej liczby doświadczonych dowódców, do walki wysłał więc oddziały milicji podporządkowane PSOE, FAI, POUM oraz związkom zawodowym takim jak UGT i CNT. Zacięte walki trwały ze zmiennym szczęściem dla obu stron do marca 1939. Wojna przybrała postać kolejnych ofensyw nacjonalistów przeplatanych strategicznymi przeciwuderzeniami republikanów. Po opanowaniu Toledo wojska nacjonalistyczne przystąpiły do ataku na Madryt od stron południowej i zachodniej. Po ofensywie w Estremadurze i dolinie Tagu były jednak zbyt wyczerpane, aby osiągnąć sukces. Z drugiej strony, republikanie chaotyczne oddziały milicji republikańskich dość sprawnie przeorganizowali w regularną Armię Ludową.
Walki na przedpolach Madrytu, zwane niekiedy bitwą o Madryt (październik 1936 – marzec 1937), nie przyniosły rozstrzygnięcia i przybrały postać wojny pozycyjnej. Wówczas nacjonaliści postanowili dokonać przełamania frontu na innym kierunku. Najpierw zaatakowali na południe od Madrytu w rejonie rzeki Jarama, a następnie na północny wschód, w rejonie Guadalajary. Ofensywy nacjonalistów, zwane niekiedy, bitwą nad Jaramą i bitwą pod Guadalajarą, przeprowadzone w lutym i w marcu 1937, zostały jednak zatrzymane przez republikanów. Chcąc przełamać patową sytuację na froncie, dowództwo republikańskie postanowiło wówczas wykonać tzw. pierwsze przeciwuderzenie strategiczne w kierunku miasteczka Brunete, na zachód od Madrytu. Operacja ta, zwana bitwą pod Brunete (lipiec 1937), mimo początkowych sukcesów zakończyła się zatrzymaniem ofensywy i strategiczną klęską republikanów. Po bitwie pod Brunete front w rejonie Madrytu ustalił się i pozostał niezmieniony aż do końca wojny.
Dowództwo nacjonalistyczne, mimo odniesionego zwycięstwa, nie widziało jednak możliwości zdobycia stolicy w bezpośrednim ataku. Postanowiło więc przenieść działania na znajdujące się na północy kraju ważne z gospodarczego punktu widzenia rejony przemysłowe, będące w rękach republikańskich: okręg Bilbao oraz Asturię. Tam bowiem znajdowały się kopalnie, huty i zakłady metalowe stanowiące zaplecze zaopatrzeniowe armii republikańskiej. Zdobycie tych obszarów przez nacjonalistów uzależniło rząd republikański i armię republikańską od dostaw z zagranicy. Utrata Bilbao i odmowa przez socjalistycznego premiera Largo Caballero dokonania czystek wobec niewygodnych dla Stalina ugrupowań i milicji lewicowych w Katalonii (POUM), spowodowały zorganizowany przez rezydenta NKWD Aleksandra Orłowa przy udziale PCE upadek rządu republikańskiego Caballero i zastąpienie go rządem Juana Negrína. O ile Caballero był autentycznym przywódcą robotniczym opartym na strukturach partii socjalistycznej, o tyle Negrin był marionetką w rękach Komunistycznej Partii Hiszpanii i rezydentury NKWD. Negrín reprezentował myślenie życzeniowe, oderwane od realiów frontu oraz bezwzględnej wojny domowej. Negrin firmował republikę aż do madryckiego zamachu stanu płk. Segismundo Casado w marcu 1939. Po opanowaniu Asturii i Kraju Basków z przemysłowym Bilbao, nacjonaliści zdobywali stopniowo coraz większe obszary kraju. Specyfiką hiszpańskiej wojny domowej było kluczowe znaczenie kontroli nad większymi miastami i centrami komunikacyjnymi. W rezultacie, kontrola nad miastami i centrami komunikacyjnymi miała znacznie większe znaczenie, niż powierzchnia opanowanego terytorium. Ponadto ze strategicznego punktu widzenia kluczowe znaczenie miała kontrola nad centrami gospodarczymi i przemysłowymi stanowiącymi bazę zaopatrzeniową frontu. Sytuacja panująca w kierownictwie strony narodowej była w miarę unormowana i poza początkowymi tarciami na tle ideologicznym i formalnym między falangistami (faszystowskimi republikanami) i karlistami (prawicą monarchistyczną) (m.in. problem hymnu, flagi etc.), nie dochodziło tutaj do poważniejszych konfliktów, wskutek autorytetu gen. Franco. Ponadto obydwa główne ugrupowania nacjonalistyczne łączyły przywiązanie do tradycyjnego systemu wartości, wrogość do rewolucji, a zwłaszcza niechęć spowodowana jej antyreligijnym charakterem.

### Rozłam w siłach republikańskich
Pozycję republikanów osłabiały silne konflikty i walka o władzę między partią komunistyczną a pozostałymi partiami, w tym utrzymującą kontakt z trockistami, antystalinowską marksistowską partią POUM i anarchistami z CNT-FAI. Konflikty te zakończone zostały rozprawą stalinistów z „wrogami na lewicy”, wzorowaną na współistniejących wówczas w Związku Radzieckim czystkach stalinowskich. Przekazanie 2/3 zasobu złota Republiki w depozyt ZSRR powodowało bezpośrednie uzależnienie rządu republikańskiego od decyzji Stalina, dysponenta hiszpańskiego złota. Czystkami sterował bezpośrednio rezydent sowieckiego NKWD w strefie republikańskiej Aleksander Orłow (Lejba Feldbin). Znani działacze anarchistyczni i sympatyzujący z POUM byli zabijani. Początkowo stalinowscy komuniści ograniczali się do skrytobójczych morderstw dokonywanych przez „nieznanych sprawców”. Tak zginął między innymi jeden z najpopularniejszych działaczy hiszpańskiej rewolucji, autentyczny przywódca katalońskich robotników Buenaventura Durruti. Lider POUM Andras Nin został po aresztowaniu i torturach zamordowany przez podporządkowaną NKWD tajną policję Republiki. Duża część kierownictwa niestalinowskich partii i organizacji politycznych stanowiących ważne zaplecze republiki została wymordowana.
Później opanowana przez stalinowców Milicja Ludowo-Republikańska dokonywała masowych zbrodni niemal jawnie. Rozstrzeliwano nawet zwykłych żołnierzy frontowych podejrzewanych o „nieprawomyślność”. Inną znaną postacią, która niemal cudem uniknęła śmierci z rąk stalinistów, był brytyjski ochotnik w oddziałach POUM Eric Arthur Blair (znany później jako George Orwell), który opublikuje swoje wspomnienia z wojny hiszpańskiej w książce W hołdzie Katalonii (Homage to Catalonia), a doświadczenia z czasów wojny domowej wpłyną na kształt Folwarku zwierzęcego i Roku 1984. Ernest Hemingway, sympatyzujący z Republiką, poświęcił hiszpańskiej wojnie domowej powieść Komu bije dzwon, która odegrała istotną rolę w przełamywaniu nastrojów izolacjonizmu w Stanach Zjednoczonych.

### Okres równowagi i przełom w wojnie

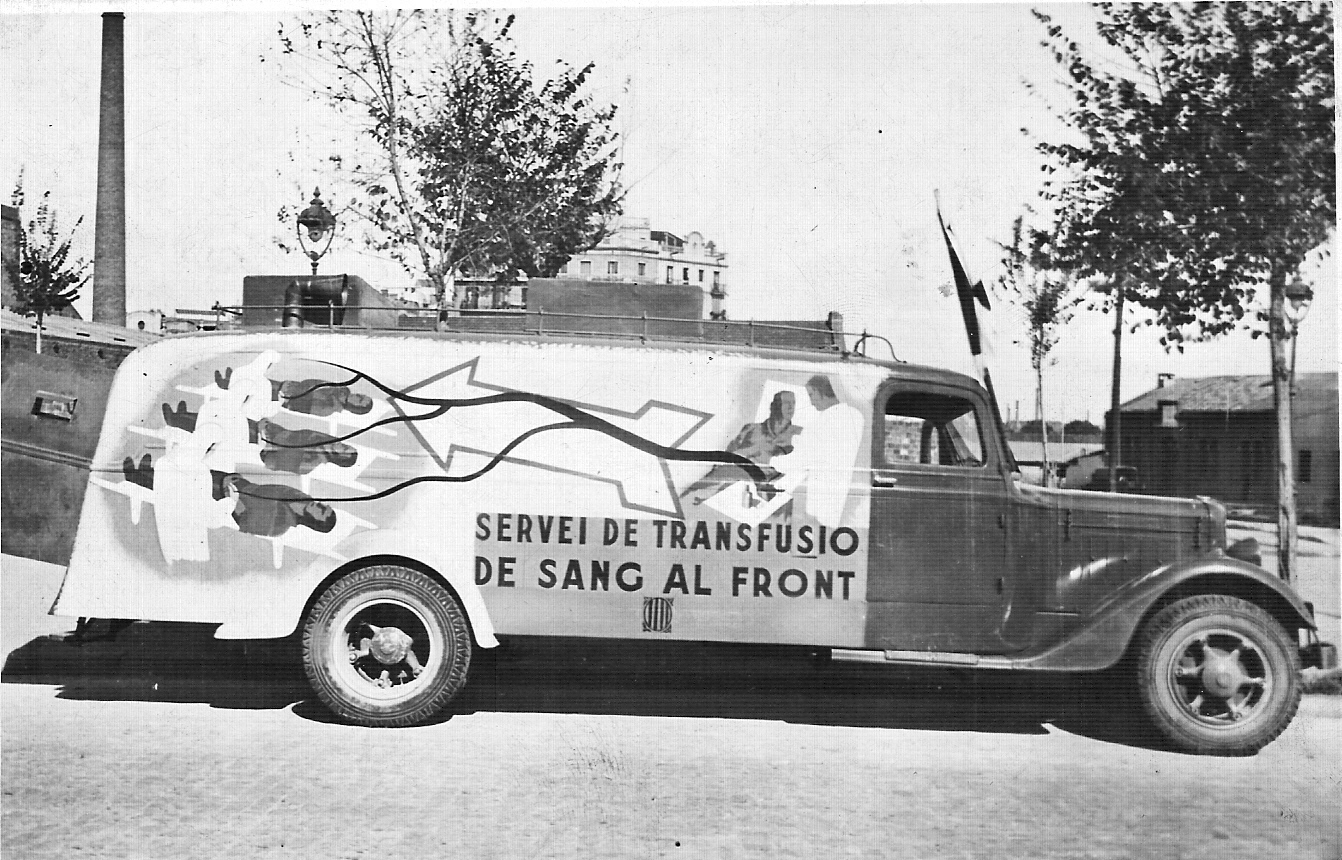
Mobilny punkt krwiodawstwa w Katalonii podczas hiszpańskiej wojny domowej

Republikański sztab generalny pod koniec roku 1937 postanowił sprawdzić nową doktrynę działań, kierując ofensywę wojsk republikańskich na miasto Teruel. Jej celem było zatrzymanie przewidywanego ataku nacjonalistów, którzy zamierzali po raz kolejny uderzyć na Madryt. Ofensywa rozpoczęła się 15 grudnia 1937 roku. Republikanie mieli po swojej stronie element zaskoczenia i początkowo przewagę militarną. Po pierwszych sukcesach, wskutek silnego oporu nacjonalistów, starcie przekształciło się w walki uliczne, gdzie wojska republikańskie zmuszone były zdobywać każdy dom. Dowódca obrony miasta poddał się 8 stycznia 1938 roku. Po poddaniu miasta gen. Franco nazwał dowódcę jego obrony „tchórzem”. Wcześniej, w wigilię 1937 roku republikanie przyznawali odznaczenia i awanse, jednak ich sytuacja pogarszała się.
31 grudnia 1937 roku nacjonaliści zajęli kilka stref niedaleko miasta. W ciągu stycznia republikanie ze zmiennym szczęściem walczyli o utrzymanie swojej zdobyczy. Pod koniec stycznia nowym dowódcą nacjonalistów w tym rejonie został świeżo awansowany generał-major Juan Yagüe. Poddał on siły nacjonalistów gruntownej reorganizacji, podciągając posiłki, i nowy sprzęt. 7 lutego siły nacjonalistów pod jego dowództwem przystąpiły do generalnej kontrofensywy mającej ostatecznie wyprzeć republikanów z miasta i z tego sektora frontu, w tym celu Yagüe zaplanował zamknięcie republikanów w miejskim „kotle”. Po 13 dniach zażartych walk nacjonaliści ostatecznie zamknęli pierścień okrążenia wokół miasta. 14 tys. żołnierzy republikańskich dostało się do niewoli. 22 lutego ostatnie oddziały republikańskie wyszły z Teruelu.
Pod koniec roku 1937 nastąpił wzrost potęgi militarnej nacjonalistów. Mieli oni już tyle samo ludzi pod bronią co republikanie (600–700 tysięcy) i nadal powiększali swoje szeregi nowymi żołnierzami. Lotnictwo nacjonalistów zostało zreorganizowane i uzyskało zdecydowaną przewagę w powietrzu. Zdarzało się, że całe dywizjony samolotów republiki uciekały przed zdecydowanym atakiem kilku myśliwców nacjonalistów. Marynarka nacjonalistyczna również się rozrastała dzięki pracy stoczni oraz pomocy włoskiej.
Wiosną 1938 roku nacjonaliści rozpoczęli przygotowania do ofensywy na froncie aragońskim. Specjalnie sformowana z elitarnych oddziałów nacjonalistyczna Armia Manewrowa rozlokowała się na pozycjach wyjściowych na początku marca. Nacjonaliści zgromadzili do ataku 27 dywizji, ponad 150 tys. żołnierzy wspieranych przez 1 tys. dział oraz 700 samolotów. W tej ofensywie Legión Cóndor użył po raz pierwszy samolotów, które miały później zyskać ponurą sławę podczas II wojny światowej, Junkersów Ju 87, z uwagi na możliwość przechwycenia tych samolotów przez republikanów latały one tylko w silnej eskorcie myśliwców Messerschmitt Bf 109.
Ósmego marca 1938 roku ofensywa rozpoczęła się zmasowanym bombardowaniem artyleryjskim i lotniczym. Artyleria nacjonalistów zasypała wczesnym rankiem republikanów gigantyczną ilością pocisków. Ostrzał był tak potężny i dobrze kierowany, że okopy republikanów znikały w oczach, a żołnierze republikańscy ginęli masowo, grzebani w ziemi. Po przerwaniu ostrzału natarcie rozpoczęły bataliony pancerne wchodzące w skład wojsk nacjonalistycznych oraz Legionu Condor, dowodzone przez niemieckiego pułkownika (później generała) von Thome, wbijając się klinem w linie republikańskie i napotykając na słaby opór. Za nimi ciągnęły szpice nacjonalistycznej piechoty składającej się z zaprawionej w bojach hiszpańskiej Legii Cudzoziemskiej wchodzącej w skład „Korpusu Marokańskiego” dowodzonego przez generała Yagüe’ego.
Nacjonalistyczna Armia Manewrowa pierwszego dnia przesunęła się o 30 km. W ciągu pierwszych 2 tygodni wbiła się klinem na odległość prawie 100 km. Korpus z Maroka atakował po lewej stronie rzeki Ebro. Korpusy z północy kraju atakowały na południowym i środkowym odcinku frontu. Lotnictwo republikańskie nie było w stanie osłaniać swoich jednostek na ziemi. Nacjonaliści byli już panami przestworzy. Po zaledwie trzech tygodniach walk szpice Armii Manewrowej dotarły do morza nieopodal miasta Vinaroz. Korpusy Nawarski i Aragoński zajęły elektrownię wodną dostarczającą energię dla przemysłu w Barcelonie. Karliści doszli do morza 15 kwietnia 1938. Tym samym Franco przeciął republikańską Hiszpanię na dwie części.

### Bitwa nad Ebro i końcowa faza wojny
Po dotkliwej klęsce w Aragonii republikański sztab generalny podjął decyzję o przeprowadzeniu ataku znad rzeki Ebro w kierunku pozycji republikańskich w centrum Hiszpanii. Ofensywa rozpoczęła się 25 lipca 1938 roku. Na polu spotkali się dwaj przeciwnicy spod Teruelu. Generał Yagüe po stronie nacjonalistów i komunistyczny generał Líster po stronie republikańskiej. Republikanie mieli początkowo szczęście, a oddziały nacjonalistów wpadały w panikę, zaskoczone ruchem zaczepnym. Republikanie mogli osiągnąć swój cel i dotrzeć do strefy centralnej kontrolowanej przez republikę. Generał Líster popełniał jednak podobne błędy jak w bitwie pod Teruelem. Tymczasem Yagüe niemal od razu odkrył, co było celem głównego ataku sił republikańskich – miasteczko Gandesa, gdzie znajdowały się dobre pozycje do wyprowadzenia bezpośredniego ataku w celu połączenia z centrum. Ponadto okazało się, że nacjonaliści znów górują nad przeciwnikiem dyscypliną, wyszkoleniem, wolą walki i jakością dowodzenia. Generał Yagüe rozkazał, aby dywizja piechoty znajdująca się ponad 45 km od miasta wzmocniła jego obronę, gdyż były w nim tylko słabe jednostki piechoty i bataliony Guardia Civil. Rozkaz nadszedł wcześnie rano, a straże przednie dywizji dotarły do miasta o zmroku. Reszta dywizji przybyła w nocy, wzmocniona o świeże oddziały falangi, karlistów i regulares. Kiedy następnego dnia siły republikańskie podchodziły pod miasto, nie spodziewając się większego oporu nacjonalistów, zostały przywitane morderczym ogniem ze wszystkich dział z miasta i górującego nad nim Wzgórza 481. To był koniec ofensywy. Republikanie całkowicie wytracili impet i nie zdobyli Gandesy. Po ściągnięciu posiłków nacjonaliści przeszli 3 sierpnia do kontrofensywy i po ciężkich trzymiesięcznych walkach do 16 listopada zlikwidowali przyczółek, wypierając oddziały republikańskie za rzekę.
Klęska nad Ebro była spowodowana nie tylko nierozwagą dowódcy, ale także tym, że republikanie popełnili standardowy, a zarazem katastrofalny błąd – przecenili swoje możliwości i zaatakowali zbyt wiele celów naraz, nie skoncentrowali sił na dogodnym celu. Znacznie poważniejszym błędem niż przecenienie swoich możliwości było zaplanowanie ataku w rejonie stacjonowania doborowych formacji Armii Manewrowej, a także przy niekorzystnym dla atakujących ukształtowaniu terenu. Dostawy dla atakujących musiały być transportowane przez mosty na rzece Ebro, a stanowiły one idealny cel dla nacjonalistycznych bombowców, posiadających znakomitą osłonę myśliwców. Nacjonaliści posiadali wtedy miażdżącą dominację w powietrzu.
Gdy ostatnie republikańskie oddziały uciekły z pola walki nad Ebro, nacjonalistyczna Armia Manewrowa rozlokowała się na pozycjach wyjściowych nad Ebro z zamiarem uderzenia na Katalonię. Nacjonaliści zgromadzili jeszcze potężniejsze siły niż w kampanii aragońskiej. Armia Manewrowa liczyła w chwili ataku: ponad 330 tysięcy żołnierzy, ponad tysiąc dział, ponad 1200 samolotów (nie licząc Legionu Condor) oraz ponad 500 czołgów.
Ostrzał artyleryjski rozpoczął się 23 grudnia 1938 roku (niektóre źródła mówią o 24 grudnia). Nacjonaliści ruszyli do ataku na całej szerokości frontu. Włoski CTV nacierał razem z Karlistami na środkowej części frontu, Korpus Marokański nacierał wzdłuż wybrzeża, a Korpusy Aragoński i Nawarski nacierały na północy. Republikanie nie byli w stanie, po wyczerpaniu swoich sił nad Ebro, stawić czoła doskonale zorganizowanym, wyposażonym i doświadczonym siłom. Zaledwie dwa i pół tygodnia zajęło nacjonalistom dotarcie (26 stycznia) do stolicy Katalonii, Barcelony. Następnego dnia odbyła się w Barcelonie defilada zwycięskich oddziałów nacjonalistycznych. Republikanie uciekli w stronę granicy z Francją, gdzie schronił się również prezydent Republiki Manuel Azania. Dawny lęk przed odcięciem, który spowodował załamanie się oddziałów milicji republikańskiej w początkowym okresie wojny, ogarnął teraz armię republikańską. Do tego nacjonalistyczne myśliwce ciągle ostrzeliwały uciekinierów. Wielu republikanom udało się przekroczyć granicę, lecz niektórzy wpadli w ręce wojsk nacjonalistów.

Po wygraniu szeregu ważnych kampanii i bitew, w tym najważniejszej bitwy nad Ebro, nacjonaliści ostatecznie zwyciężyli na przełomie marca i kwietnia 1939. Po upadku Katalonii 6 lutego 1939 prezydent Republiki Manuel Azania wyjechał do Francji, a następnie podał się do dymisji. 28 lutego 1939 Wielka Brytania i Francja uznały rząd Franco za rząd Hiszpanii. 4 marca 1939 w Madrycie został dokonany zamach stanu broniących miasta oddziałów republikańskich, kierowany przez płk. Segismundo Casado, skierowany przeciwko komunistom i rządowi Juana Negrina. 6 marca do zamachu przystąpił nominalny gubernator Madrytu gen. Jose Miaja, zarządzając aresztowanie komunistów przez wojsko i przystępując do powołanej przez Casado Junty Obrony Narodowej, która miała zastąpić nieobsadzone stanowisko prezydenta. W krótkotrwałych walkach z wiernymi PCE oddziałami zostały one pokonane przez zamachowców, a premier Negrin opuścił kraj. Wedle ustaleń pomiędzy nacjonalistami a republikanami (Junta Obrony Narodowej), 27 marca miało się odbyć przekazanie lotnictwa. Jednak warunki atmosferyczne na to nie pozwoliły. Republikanie usiłowali poprzez łączników wyjaśnić sytuację, ale nie wymagano od nich wyjaśnień, tylko bezwarunkowej kapitulacji. Kwatera główna gen. Franco wydała rozkaz rozpoczęcia ostatecznej ofensywy. Płk Casado i gen. Miaja, a także inni przywódcy Republiki udali się na emigrację, a wszelki zorganizowany opór ustał. Następnego dnia formacje nacjonalistów zaczęły posuwać się do przodu na wszystkich frontach, napotykając tysiące białych flag. Ci republikanie, którzy nie mieli zamiaru się poddać – porzucili broń i udali się w długą drogę do domów. Wczesnym rankiem 28 marca 1939 nacjonalistyczne oddziały z frontu Casa de Campo wkroczyły triumfalnie do Madrytu. 

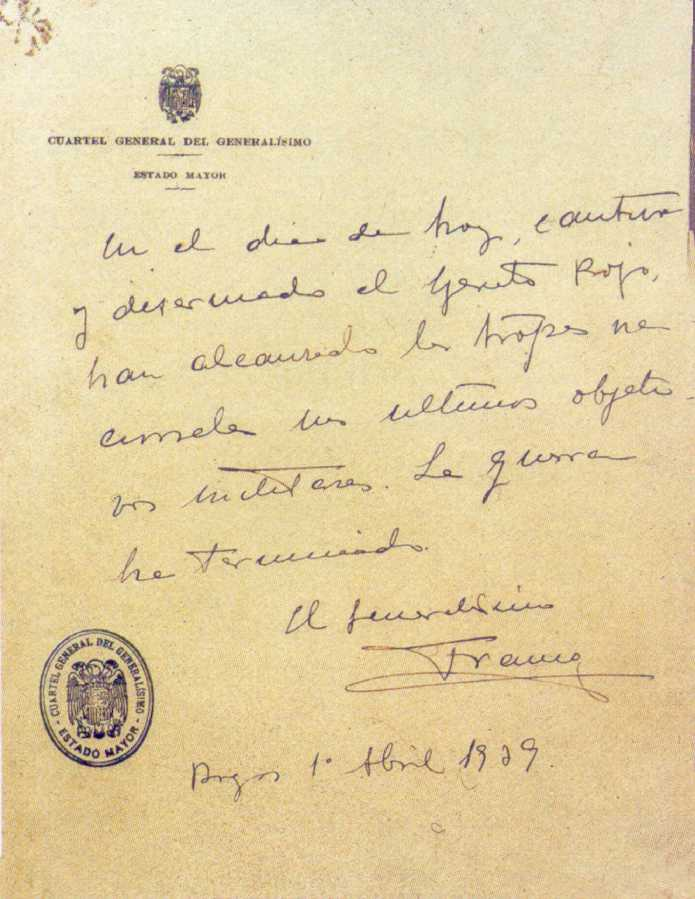
Oświadczenie gen. Francisco Franco o zakończeniu wojny domowej

## Następstwa
Po opanowaniu ostatnich ośrodków republikańskiego oporu nacjonaliści, kierowani jednoosobowo przez gen. Franco, wprowadzili konserwatywne rządy dyktatorskie, wspierane przez Kościół, które przetrwały 39 lat. Wydarzenia w Hiszpanii są uważane przez wielu historyków za wstęp do II wojny światowej. Wojna domowa w Hiszpanii umocniła sojusz niemiecko-włoski oraz stała się poligonem doświadczalnym dla nowych rodzajów broni i wojsk (lotnictwo, wojska pancerne) wykorzystywanych przez obie strony. Z wojskowego punktu widzenia doświadczenie tej wojny pokazało, że niemożliwe jest zwycięstwo w otwartym konflikcie bez uzyskania panowania w powietrzu. Mimo zakończenia wojny, jeszcze przez wiele lat w Hiszpanii działał zorganizowany ruch oporu. Ostatni antyfrankistowski partyzant zginął w 1968 roku.

### Ewakuacja dzieci
Dzieci zwolenników Republiki w obawie przed represjami ewakuowane były do Wielkiej Brytanii, Belgii, Związku Radzieckiego, innych krajów Europy oraz do Meksyku. Dzieci te popularnie określane były jako „uchodźcy baskijscy”, nawet jeśli stanowiły one inną grupę etniczną. Niektóre dzieci z państw Europy Zachodniej mogły po wojnie wrócić do swoich rodzin, niektóre dzieci z komunistycznych rodzin przebywające w ZSRR nie mogły wrócić do kraju do 1956 roku. Większość z nich przebywała w sierocińcach. Przykładem dużego obozu dla uchodźców był Stoneham w Wielkiej Brytanii. Ponad 4000 dzieci trafiło do niego 23 maja 1937 roku. Statek mógł pomieścić maksymalnie 800 pasażerów, lecz znalazło się na nim 3840 dzieci, 80 nauczycieli, 120 asystentów, 15 księży katolickich i 2 lekarzy. Młodzież, której udało się uciec z ogarniętego wojną kraju, po ukończeniu 16 lat mogła zadecydować o tym, czy chce pozostać w kraju, czy powrócić do Hiszpanii. Znaczna część dzieci została poniekąd zmuszona do pozostania ze względu na to, że ich rodzice trafili do więzień lub zostali zabici. Republikanie nadzorowali ewakuację łącznie 30–35 tys. dzieci. Ewakuację rozpoczęto na terenie Baskonii, z której ewakuowano 20 000 osób.

### Liczba ofiar, biały i czerwony terror
Oszacowanie strat wśród ludności cywilnej nastręcza wielu problemów. Norman Davies pisze: „Oceny liczby ofiar wahają się od 400 tys. do miliona”. Hugh Thomas podaje liczby: ogółem ok. 500 tys. zabitych, w tym 200 tys. to polegli żołnierze obu stron, ok. 245 tys. ofiar politycznych represji obu stron. Stanley G. Payne straty szacuje: „Niewiele ponad 200 tysięcy zginęło w wyniku walk (niektóre źródła podają 70 000 nacjonalistów, 100 000 lub więcej Republikanów), ale o 100 000 więcej zginęło w politycznych egzekucjach. W sumie była to liczba co najmniej 300 000 zamordowanych przez obie strony cywilów”.
Powszechnym zjawiskiem wojny był biały i czerwony terror. Liczba ofiar czerwonego (republikańskiego) terroru wynosi pomiędzy 38 tys. a 110 tys. osób. Liczba białego terroru (nacjonalistycznego) waha się od 150 000, przez 200 000 do 400 000 ofiar.

#### Dane dotyczące ofiar w Hiszpanii w latach 1936–1944
1. Hiszpańscy historycy z Asociación para la Recuperación de la Memoria Histórica podają liczbę ofiar terroru nacjonalistów na od 140 000 do 200 000 osób, natomiast terroru w strefie republikańskiej na od 38 000 do 46 000 osób.
2. Brytyjski historyk Antony Beevor w The Battle for Spain: The Spanish Civil War 1936–1939 podaje, iż terror nacjonalistów (biały terror) pochłonął 200 000 osób, natomiast terror republikanów (czerwony terror) to 38 000 zabitych.
3. Szkocki historyk pochodzenia hiszpańskiego Julius Ruiz w „Defending the Republic: The García Atadell Brigade in Madrid, 1936” oraz we „Franco’s Justice: The Repression in Madrid after the Spanish Civil War” mówi o co najmniej 37 843 egzekucjach w strefie republikańskiej oraz o maksymalnie 150 000 egzekucjach (w tym 50 000 po wojnie) dokonanych przez nacjonalistów.
4. Szwajcarski historyk Michael Altman specjalizujący się w badaniach nad historią najnowszą Hiszpanii ustala liczbę śmiertelnych ofiar prześladowań politycznych reżimu Franco po zakończeniu wojny domowej na 150 000 osób, od 30 do 60 tysięcy osób zginęło przed plutonami egzekucyjnymi działającymi nieprzerwanie przez 5 lat po zakończeniu wojny.
5. Hiszpański historyk Ramón Salas Larrazabal (Pérdidas de la guerra, Barcelona 1977, s. 362–390 – cytowane za opisanym niżej tekstem Jacka Bartyzela: Franco..., s. 6) podaje, iż w latach 1936–1939 Hiszpania straciła 300-400 tysięcy zabitych. Z tej liczby 72 344 osoby (w tym 6832 duchownych) zginęło w egzekucjach i pogromach dokonanych przez republikanów, a 32 021 osób zginęło w egzekucjach, najczęściej w wyniku dochodzenia, z rąk nacjonalistów. W latach 1939–1950 wykonano, na podstawie wyroków sądów wojskowych, 22 642 egzekucje na 50 tysięcy zaplanowanych (połowę z nich na mocy amnestii zmieniono na wyroki kar więzienia). W roku 1939 w hiszpańskich więzieniach przebywało 270 179 osób, w roku 1945 – już tylko 43 812.
6. Amerykański historyk Gabriel Jackson w „The Spanish Republic and the Civil War 1931-39” (1965, 1972) podaje następujące liczby:
  - Zabici na polu bitwy: 100 000, zabici w wyniku nalotów: 10 000, zamordowani przez republikanów: 20 000, zamordowani przez nacjonalistów: 200 000.
  - Po zakończeniu działań wojennych w latach 1939–1943 według Gabriela Jacksona zostało rozstrzelanych lub zmarło we frankistowskich więzieniach 200 000 osób.
7. Korespondent AP Charles Foltz, powołując się na urzędnika frankistowskiego ministerstwa sprawiedliwości, podaje, iż w latach 1939–1944 wydano 192.684 wyroki śmierci.
8. Brytyjski historyk Hugh Thomas, autor jednej z najbardziej znanych publikacji o wojnie domowej w Hiszpanii pt. „The Spanish Civil War” (1977) podaje następujące dane:
  - republikanie zabici w walce: 110 000, nacjonaliści zabici w walce: 90 000, zamordowani przez nacjonalistów: 75 000, zamordowani przez republikanów: 55 000, zabici w bombardowaniach lotniczych: 10 000.
  - Według Hugh Thomasa bezpośrednio po wojnie domowej frankiści dokonali 100 000 egzekucji prawdziwych lub domniemanych republikanów.
9. Daniel Davis w „Spain’s Civil War: The Last Great Cause” (1974), powołując się na poufne dane ze źródeł rządowych z 1944, stwierdza, iż rząd frankistowski dokonał w ciągu kilku lat po zakończeniu wojny domowej 192 684 egzekucji więźniów republikańskich.
10. W swoich pamiętnikach Galeazzo Ciano, włoski minister spraw zagranicznych w rządzie swego teścia Mussoliniego, odbywający podróż zaraz po zakończeniu wojny, zanotował co następuje: „Procesy odbywają się codziennie, w trybie, który nazwałbym doraźnym. Ciągle mnóstwo egzekucji: w samym Madrycie jest ich od 200 do 250 dziennie, w Barcelonie – 150, a w Sewilli, choć nigdy nie była w rękach czerwonych – 80 dziennie”.
11. Historycy pracujący w ramach Asociacion para le Recuperacion de la Memoria Historica uważają, że dane pochodzące z ocalałej, oficjalnej dokumentacji rządowej są znacznie zaniżone, mogą oni jednak opierać swoje szacunki jedynie na odszukiwaniu i analizie zawartości masowych grobów, zaś miejsce pochówku poszczególnych ofiar może być obecnie ustalone wyłącznie poprzez analizy porównawcze DNA[99].

## Prześladowania religijne
W wyniku prześladowań religijnych Kościoła katolickiego śmierć poniosło 12 biskupów, 4194 księży, 2365 zakonników, 283 zakonnice i kilkadziesiąt tysięcy wiernych świeckich, a zniszczeniu uległo 2000 świątyń, dane w okresie wojny i po jej zakończeniu były wielokrotnie weryfikowane, gdyż wcześniej w zależności od źródeł były zawyżane lub też zaniżane. Mordy dokonywane przez Republikanów na księżach i na utożsamianych z Kościołem katolickim działaczach społecznych np. członkach Akcji Katolickiej, tercjarzach i klerykach w 1936 roku określane są jako „orgie antyklerykalne” – ofiary ginęły, ponieważ w oczach republikańskich zabójców symbolizowały Kościół katolicki.
Natomiast strona nacjonalistyczna dopuszczała się mordów księży podejrzanych o wspieranie sił republikańskich, potępiających terror wobec lewicy oraz wywodzących się z mniejszości narodowej (szczególnym represjom poddany został kler baskijski, z czego zabitych zostało co najmniej 16 księży). Aresztowano i deportowano setki księży, którzy nie poparli nacjonalistów, a co najmniej jeden ksiądz, który był masonem, został zamordowany. Prześladowania dotknęły również protestantów w celu „wyplenienia z Hiszpanii protestanckiej herezji”. Nacjonaliści zamordowali co najmniej dwudziestu protestanckich duchownychBeevor 2006 ↓, s. 82.
Zbrodnie dokonywane na księżach katolickich przybierały formy bezmyślnego okrucieństwa, w tym torturowania przed śmiercią, grzebania żywcem, czy bezczeszczenia zwłok. Gwałty na zakonnicach zostały ujawnione w publikacjach w 1946 roku. Kościół katolicki wspomina, wyniesionych na ołtarze jako męczenników tego okresu, między innymi grupy 122 męczenników wojny domowej w Hiszpanii, 498 błogosławionych męczenników hiszpańskich, 26 Męczenników ze Zgromadzenia Pasjonistów, 9 Męczenników z Almerii.
Historyk Hugh Thomas skomentował rzezie dokonywane przez republikanów na katolikach następująco:

Nigdy w historii Europy, a może nawet i świata, nie widziano tak ucieleśnionej nienawiści do religii i jej wyznawców.

Naukowiec, będący bezpośrednim świadkiem tych wydarzeń, Salvador de Madariaga, stwierdził, że:

Nikt, kto ma dobrą wolę i rzetelne informacje, nie może przeczyć horrorom tego prześladowania: przez całe lata wystarczyło jedynie być katolikiem, aby zasługiwać na karę śmierci, wykonywaną czasem w najokrutniejszy sposób.

## Pamięć o wojnie w Hiszpanii
Bezpośrednio po zakończeniu wojny domowej rozpoczęto szeroką akcję mającą na celu zdyskredytowanie republikanów i przedstawienie ich jako bezdusznych morderców i ateistów. Po śmierci Generała Franco w 1975 tradycją stało się oddawanie jednakowej czci wszystkim poległym i równanie ich bohaterstwa. Coraz rzadziej upamiętniano wielkie bitwy, skupiając się przede wszystkim na ofiarach wojny. W pierwszych latach rządów króla Hiszpanii Jana Karola trend ten zachowywano szczególnie na oficjalnych uroczystościach, na których o dowódcach obu stron wypowiadano się z szacunkiem.
Wojna domowa w Hiszpanii stała się tematem wielu dzieł literackich. Do najwybitniejszych należą Komu bije dzwon Ernesta Hemingwaya, W hołdzie Katalonii George'a Orwella oraz Mur Jean-Paul Sartre'a, z hiszpańskich Żołnierze spod Salaminy Javiera Cercasa. Z kolei znane filmy o tym konflikcie to Komu bije dzwon, ekranizacja z 1943 roku, Ziemia i wolność, Popiołki.